# Christophe Plantin
Christophe Plantin (Saint-Avertin, 1520 – Anversa, 1º luglio 1589) è stato un tipografo fiammingo, di origine francese.

## Biografia
Christophe Plantin, conosciuto anche come Christoffel Plantijn (nl), Cristóbal Plantino (es) e Christophorus Plantinus (la), nacque nei pressi di Tours, si trasferì a Lione durante l'infanzia, poi a Orléans e Parigi.
Ritornò a Lione alla fine del 1530, poi soggiornò a Caen nel 1540. Qui si mise al servizio di Robert II Macé legatore di libri dell'Università di Caen dal 1522. Fece anch’egli il legatore a Parigi e continuò l’attività a Caen. Lì conobbe Jehanne Rivière, originaria della bassa Normandia, che sposò alla fine del suo soggiorno nella città francese Caen. Dopo un breve soggiorno a Parigi, si trasferì nel 1549 ad Anversa. Questa città, affacciata sull’Atlantico, era diventata, tra il 1500 e il 1550, il più importante centro tipografico dei Paesi Bassi spagnoli, soprattutto grazie alla stampa clandestina di libri religiosi ispirati da Martin Lutero.
Plantin inizialmente lavorò per Gabriel de Zayas, segretario di Filippo II, come artigiano rilegatore di libri in pelle fino al 1555, quando degli ubriachi lo attaccarono in una strada di Anversa mentre stava consegnando un cofanetto in pelle destinato al re di Spagna. A causa della ferita di spada alla spalla infertagli quella sera, fu costretto a cambiare mestiere ed intraprese l'attività di stampatore con il supporto finanziario di Hendrik Niclaes, leader di un gruppo di anabattisti. Stampò il suo primo libro nello stesso anno, il 1555.
Nel 1570 fu nominato dal re Filippo II, arcitipografo reale (prototypographus regius) e, responsabile per il controllo della stampa nei Paesi Bassi e si occupò della pubblicazione, a cura di Benito Arias Montano, di una nuova edizione della Bibbia Poliglotta Complutense. Oltre alle dodici copie su pergamena per il re Filippo II, fu necessaria una tiratura di mille duecento copie per la Bibbia (in cinque volumi), e seicento copie solo per i tre volumi dell'Apparatus sacer. La spesa fu superiore a tutte le previsioni, e per questo, fu costretto a chiedere di essere pagato in contanti, vendendo le copie al di sotto del prezzo di costo.
Il sostegno politico di cui godeva lo costrinse a virare tra gli insorti e realisti spagnoli, mentre stava montando la rivolta contro l'occupazione spagnola che porterà all'Atto dell'Aia. Desideroso di evitare guai, tenne nascosta la sua simpatia per la Riforma protestante e «adottò una posizione ambigua sulla questione della religione», risultò insufficiente e non riuscì ad evitare le voci che lo accusavano di stampare libri eretici. Nel 1562 fu anche costretto all'esilio a Parigi per più di un anno.

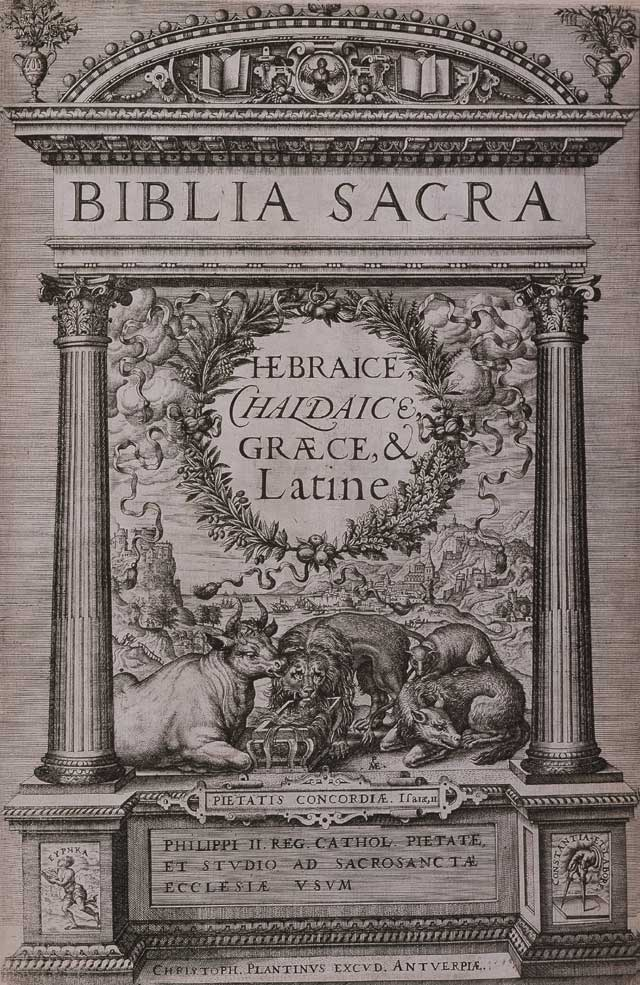
Frontespizio della Bibbia poliglotta d'Anversa

Nel 1576 subì pesanti perdite finanziarie quando fu costretto a pagare un riscatto esorbitante ai mercenari spagnoli ammutinati che non avevano ricevuto la loro paga e che saccheggiarono la città di Anversa. Nel 1583 fuggì da Anversa, dove la guerra stava per scoppiare, trasferendosi a Leida e diventando lo stampatore accademico dell'Università protestante della città venendo accusato di nuovo di infedeltà alla Chiesa cattolica. Tornò ad Anversa nel 1585, dopo la riconquista della città da parte delle truppe di Alessandro Farnese il 17 agosto.
Qui, all'età di più di 60 anni, Plantin cercò di dare un nuovo impulso alla sua stamperia, rimasta solo con quattro dipendenti che si alternavano su un solo torchio tipografico; non riuscendo più a ritrovare il prestigio sino alla sua morte, avvenuta quattro anni dopo.

## Opere
Dal 1555, anno in cui cominciò a stampare, fino alla morte, pubblicò oltre 1500 opere di vario contenuto, con il motto labore et constantia e la marca tipografica del compasso, fondando anche succursali a Leida e a Parigi. Stampò tra l'altro le edizioni delle opere di Giusto Lipsio, Abramo Ortelio, Mathias de l'Obel, Carolus Clusius, Andrea Vesalio, Luigi Guicciardini.
Il primo libro noto che abbia stampato fu La Institutione di una fanciulla nata nobilmente, di Giovanni Michele Bruto, con una traduzione in francese.
La sua opera più famosa è la Biblia Regia, una Bibbia poliglotta in 8 volumi, portata a termine con l'aiuto economico del re di Spagna Filippo II. La lavorazione dell'opera durò quattro anni (1568-1572), sotto la direzione tecnica di Benito Arias Montano, nominato dal Re.
Per Plantin la pubblicazione della Bibbia ebbe conseguenze molto positive, come per esempio il riconoscimento della Corte spagnola (indicato sulla concessione del titolo di arcitipografo reale) il 10 giugno del 1570, quando la realizzazione dell'opera non era stata ancora completata. La Bibbia stessa non gli fornì molti guadagni, in compenso non ebbe perdite.
I nuovi ordini di testi liturgici divennero il suo grande affare, che iniziò il 9 luglio 1568 con la concessione di un privilegio papale per stampare il nuovo breviario nelle Fiandre e il privilegio reale del 10 gennaio 1569 della stampa per le Fiandre e per il Brabante, seguito dal contratto firmato con la Corona di Spagna nei primi mesi del 1571 che comportò la stampa negli anni successivi di 52 000 copie di numerose opere liturgiche al prezzo di 97.317 fiorini.
Molto ricercati per la correttezza del testo e l'eleganza dei caratteri, in tutti i paesi europei si diffusero i suoi libri di diritto, di linguistica, di scienze, di lettere, di liturgia, ecc. Plantin riuscì a trasformare l'artigianato del libro in una vera organizzazione industriale, dando origine alla gloriosa casa che, da lui ceduta al genero Jan Moretus, fu poi acquistata dalla città di Anversa e, nel 1876, trasformata in museo.

## Famiglia

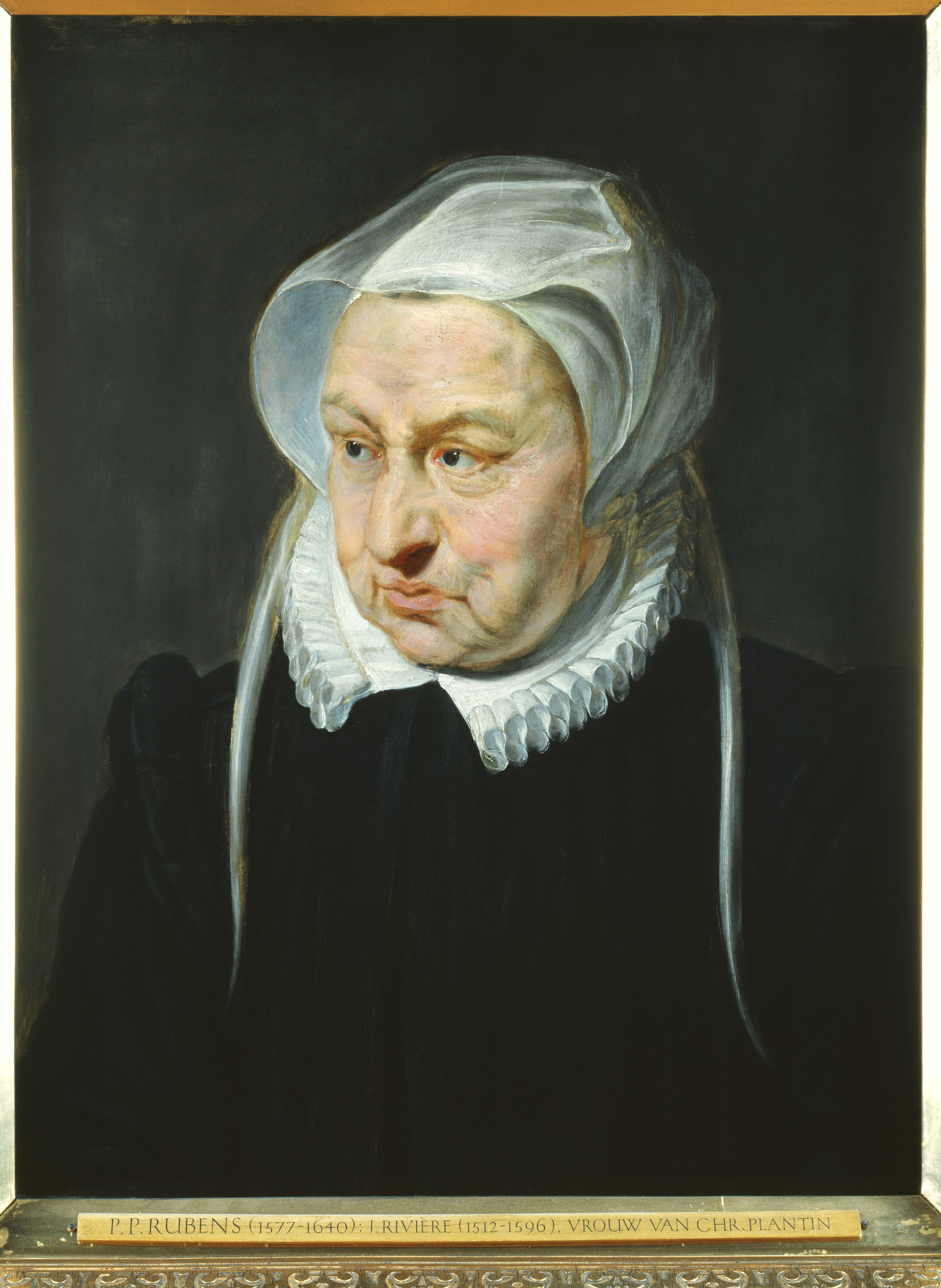
Ritratto di Jeanne Rivière (1521?-1596), dipinto da Peter Paul Rubens

Albero genealogico della famiglia Plantin-Moretus (ceppi derivati dal ramo principale Plantin-Moretus in grassetto).
Christophe Plantin (1520–1589), sposato con Jehanne Rivière, ebbe cinque femmine dedite all'attività di famiglia ed accasatesi con collaboratori della stessa; ed un maschio, morto infante:
- Margaretha Plantin sposò Franciscus Raphelengius, dando origine alla filiale di Leida della casa madre. Rimasero stampatori a Leida per due generazioni oltre Van Ravelinge, fino al 1619. Un pronipote dell'ultimo stampatore Van Ravelinge sposò nel 1685 Jordaen Luchtmans, fondatore di quello che sarebbero diventato più tardi gli ancora esistenti Editori Brill Publishers
- Martina Plantijn, sposò Jan Moretus (Johann Moerentorf) (1543–1610) nel 1570; ebbero 10 figli
  - Balthasar I Moretus (1574–1641)
  - Jan II Moretus (1576–1618) sposò Maria De Sweert; ebbero 6 figli
    - Balthazar II Moretus (1615–1674) sposò Anna Goos; ebbero 12 figli
      - Balthazar III Moretus (1646–1696) sposò Anna Maria de Neuf; ebbero 9 figli
        - Balthazar IV Moretus (1679–1730) sposò Isabella Jacoba De Mont (o De Brialmont); ebbero 8 figli
        - Joannes Jacobus Moretus (1690–1757) sposò Theresia Mechtildis Schilder; ebbero 9 figli
          - Franciscus Joannes Moretus (1717–1768) sposò Maria Theresia Josepha Borrekens, che ha guidato l'attività dopo la morte del marito fino alla sua morte nel 1797. ebbero 13 figli
            - Jacobus Paulus Josephus Moretus (1756–1808)
            - Ludovicus Franciscus Xaverius Moretus (1758–1820)
            - Josephus Hyacinthus Moretus (1762–1810) sposò Maria Henrica Coleta Wellens; ebbero 8 figli
              - Albertus Franciscus Hyacinthus Fredericus Moretus (1795–1865)
              - Eduardus Josephus Hyacinthus Moretus (1804–1880). Ha venduto l'attività alla città di Anversa nel 1876, dopo aver stampato l'ultimo libro nel 1866.
- Magdalena Plantin sposò Gilles Beys, che poi guidò la filiale francese dell'attività di Plantin. Continuò per una generazione.

## Galleria d'immagini

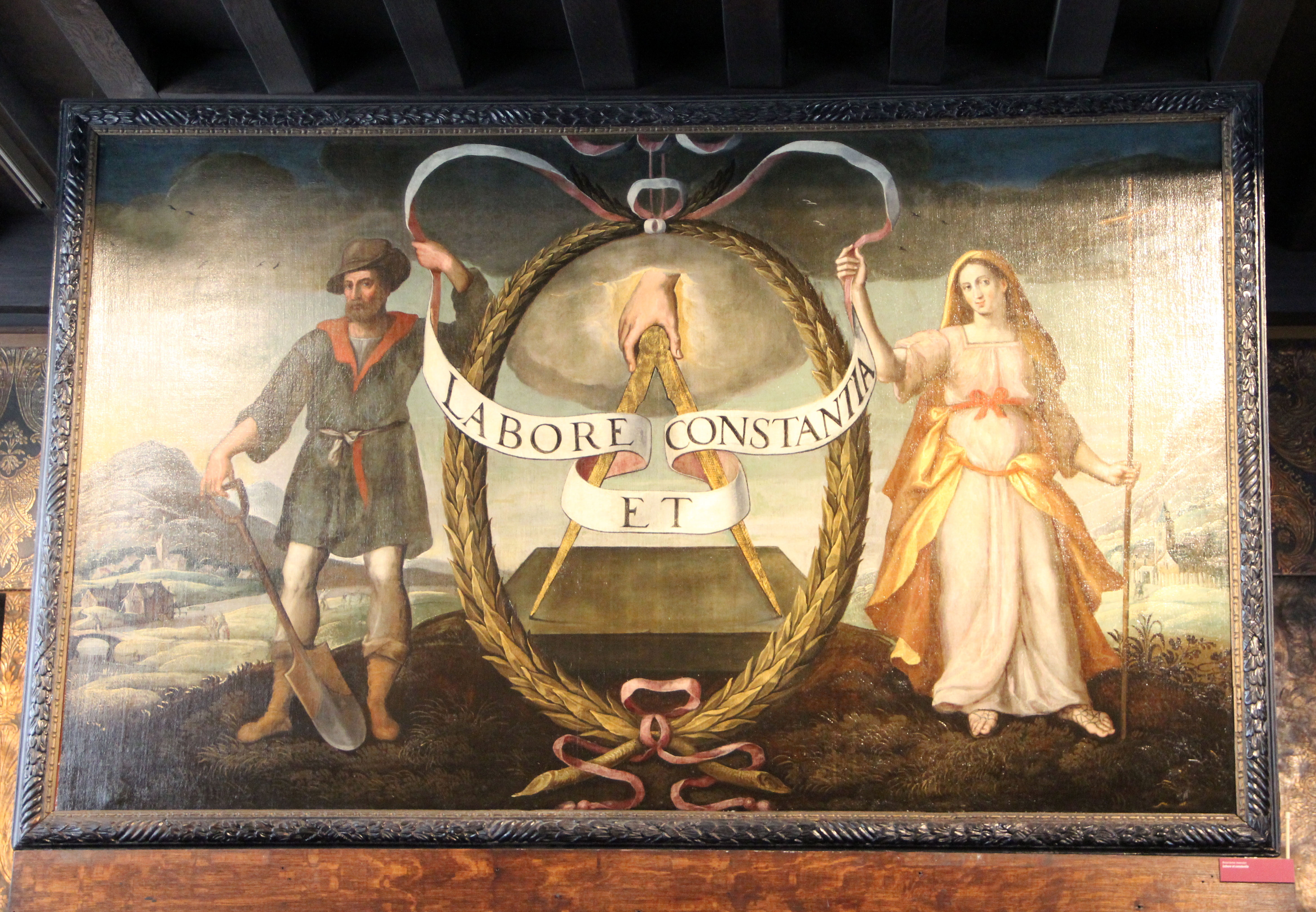
Tavola di autore anonimo che illustra la bussola d'oro e il motto della stamperia. Plantin-Moretusmuseum
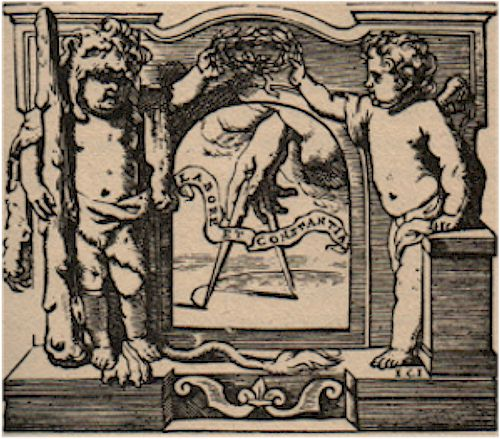
Logo di stampa. Il Compasso d'Oro. Labore et Constantia
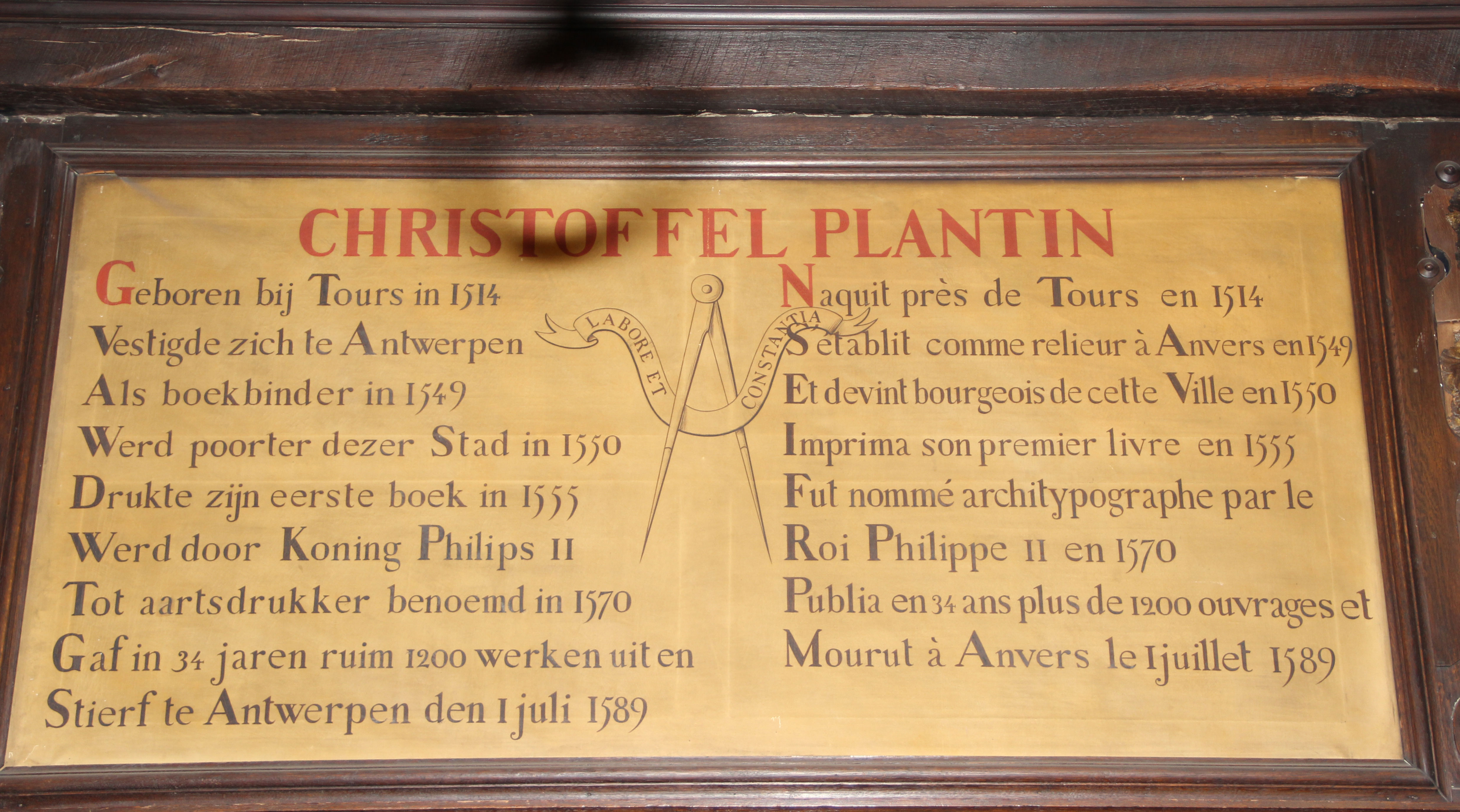
Placca adornante una delle parti del Plantin-Moretusmuseum
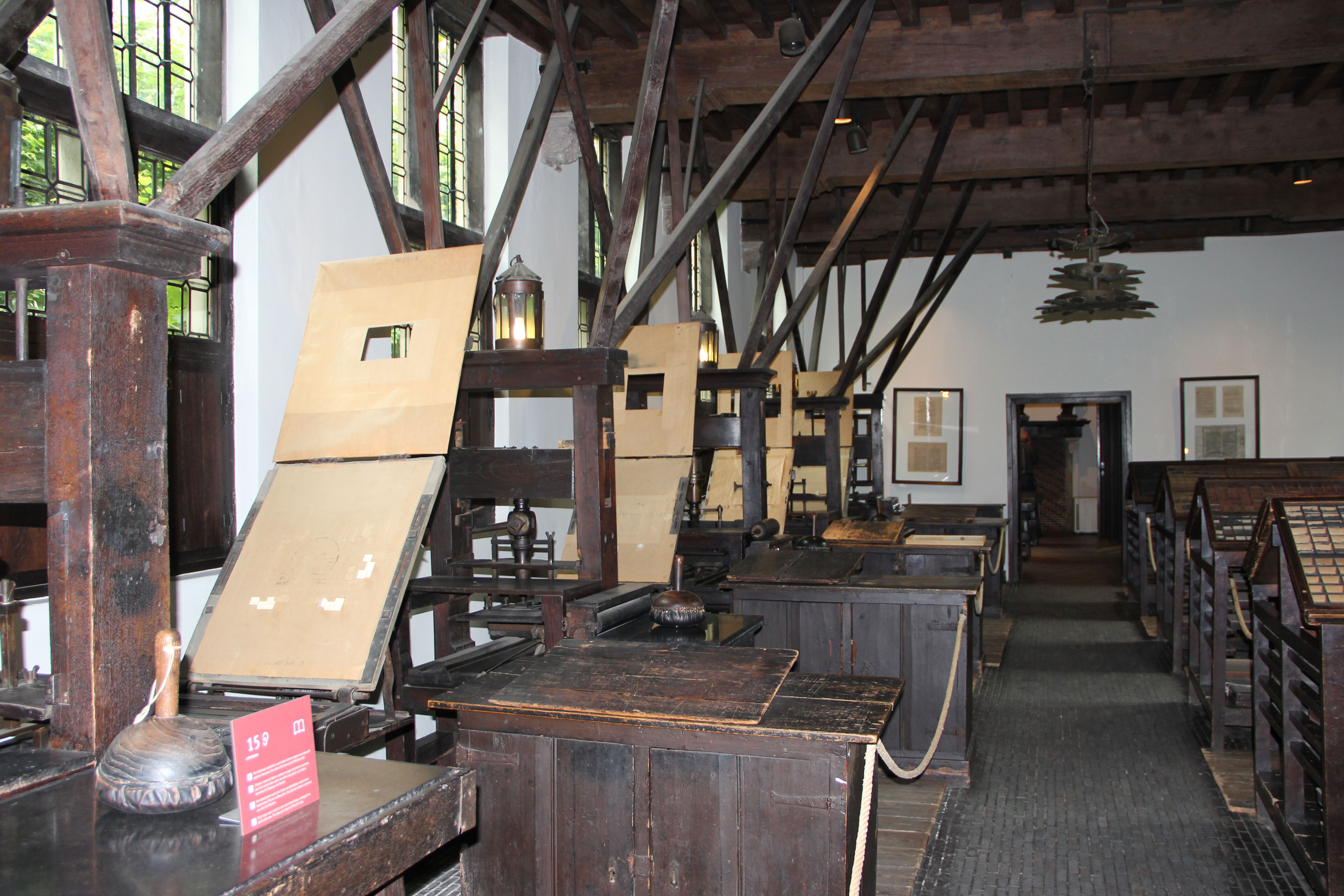
Laboratorio di stampa originale del XVII secolo. Plantin-Moretusmuseum